# عقل
عَقْل یا خِرَد قوهٔ ادراکی است که با آن می‌توان به‌طور خودآگاهانه معنی‌ها را درک کرد، منطق را به کار برد، واقعیت‌ها را سازماندهی کرد یا صحت آن‌ها را بررسی نمود و بر اساس اطلاعات موجود یا اطلاعات جدید، باورها، شیوه‌ها یا نهادهای اجتماعی را تغییر داد یا توجیه کرد. عقل معمولاً یکی از خصوصیات قطعی طبیعت انسان به‌شمار می‌آید و ارتباط نزدیکی با فعالیت‌های مخصوص به انسان‌ها دارد؛ چیزهایی مانند فلسفه، علم، زبان، ریاضیات و هنر. گاهی برای اشاره به عقل از عبارت‌های عقلانیت یا خردورزی استفاده می‌شود و در مواردی نیز در مقابل شهود از عنوان عقل گفتمانی استفاده می‌شود.
عقل یک نیروی درونی انسان است که کنترل‌کننده و مهارکننده امیال او می‌باشد. عقل، فکر، و حس سه منبع شناخت در فلسفه هستند. افلاطون، دکارت و اسپینوزا از فیلسوفان عقل‌گرا هستند. در واقع عقل نیروی تشخیص خوب و بد است که در بدن انسان نهاده شده‌است. در کل موجودات زنده جهان، مغز دارند ولی فقط انسان قادر به درک و هوش است که به آن عقل گفته می‌شود. و به سایر جاندارانی که به نظر می‌آید عقل و درک و فهم زیادی دارند، در واقع آنها ساقه مغز مخصوص هر نژاد جانداران خود را دارند که پس از انجام آن مأموریت ساقه مغز خود در زندگیش، به مرور زمان از بین می‌رود. تنها انسان عقل دارد که می‌تواند به علم‌های زیادی تا کنون، دست پیدا کند. ساقه مغز، در واقع راه رفتن، غذا خوردن، نگاه کردن، شنیدن، وقت جفت‌گیری و حتی مردن را دستور می‌دهد.

## ریشه یابی و کلمات مرتبط
عقال در عربی وسیله ای است که با آن پای شتر و یا هر چهارپای دیگری را می بندند که حرکت نکند و جایی نرود. این پابند "عُقُل" نام دارد. این ریشه کلمه عقل است. وجه تسمیه آن برای عقل آدمی، مهار انسان در مقابل هوای نفس و سرکشی ها و خواسته های خطاست. 

عقل که در عرف به آن "عقل معاش" گویند همان قدرت فکری آدمی، در تشخیص سود و زیان است.
در زبان انگلیسی و دیگر زبان‌های به روز اروپایی " عقل" و کلمات مرتبط با آن بیانگر کلماتی با ریشه لاتین یا یونانی در کاربرد فلسفی دارند. اصطلاح یونانی "λόγος" ریشه اصلی کلمه "منطق" در انگلیسی امروزی است اما این لغت همچنین می‌تواند به معنی "گفتار" یا "توضیح" یا "شرح" باشد.
به عنوان واژه ای با ریشهٔ فلسفی، این کلمه از نظر ساختار نسبتاً به شکل غیر وابسته به زبان‌شناسی در لاتین ترجمه شده‌است. در واقع این ساختار تنها یه ترجمه فلسفی گونه نمی‌باشد. در واقع این واژه نه تنها ترجمه ای بود که در فلسفه استفاده می‌شد، بلکه معمولاً به معنای حساب کاربری پولی متمایز کننده بود.
کلمه فرانسوی "raison" به معنی علت از ریشه لاتین گرفته شده‌است، و این کلمه به شکل نوشتاری "reason" با معنی مشابه به لغت نامه انگلیسی نیز راه پیدا کرده‌است.
اولین فیلسوفان برای نشر و انتشار انگلیسی مانند فرانسیس بیکن، توماس هابز، و جان لاک همچنین طبق عادت به زبان‌های لاتین و فرانسوی می‌نوشتند. آن‌ها از واژه‌هایی همانند “logos”, “ratio”, “raison” به جای “reason” به معنی عقل استفاده می‌کردند. معنی کلمه “reason” در کلماتی مانند “human reason” به معنی عقل یا ادراک بشر است که وجوه اشتراک زیادی با «عقلانیت» و صفتی مانند «عاقل» دارد. در متون فلسفی به جای کلماتی همچون “reasoned” یا “reasonable”، کلمه “rational” که همگی به معنی عقلانی هستند استفاده شده‌است. برخی از فیلسوفان مانند توماس هوبس از کلمه “ratiocination” به عنوان مترادفی برای کلمه "عقلانی (reasoning)" استفاده کرده‌است.

## عقل در تاریخ فلسفه
بسیاری از فلاسفه دوران باستان طبیعت را غایت‌مند می‌دانستند به این معنا که هر نوع موجودی دارای هدفی بود که دارای جایگاه مناسب خویش در نظام طبیعت بود که خود آن هم مجموعه‌ای غایات داشت. ظاهراً اول بار فیثاغورس و هراکلیتوس معتقد شدند که حتی گیتی دارای عقل است.
ارسطو شاگرد افلاطون انسان را به عنوان حیوان ناطق تعریف کرد و بر عقل به عنوان وصف ذاتی طبیعت انسان تأکید کرد. او بالاترین سعادت انسان را زندگی دانست که به تبعیت عقل دارای انسجام، تعالی و کمال است.
می‌توان گفت که کامل‌ترین و مؤثرترین تعبیر از عقل در مقام اندیشهٔ روشمند روش معروف دکارت بود.
دکارت همه انسان‌ها را به نسبت مساوی از درک درست بهره‌مند دانسته‌است. تا آنجا که کتاب گفتار در روش را با این جملات آغاز کرده‌است:
درک درست بهتر از هر چیز در میان مردم به‌طور مساوی توزیع شده‌است چنان‌که هر کس فکر می‌کند که به حد نهایت از آن برخوردار است، به گونه‌ای که حتی زیاده‌خواهترین افراد هم معمولاً به داشتن سهمی بیشتر از آنکه دارند، تمایلی نشان نمی‌دهند.
نکته جالب در فلسفهٔ دکارت آن است که وی انسان را به دو بخش عقل و جسم تقسیم کرده و علاوه بر این تقسیم‌های مربوط به درجه‌بندی عقل را از بین برد. عقل کامل یک انسان در سن سی سالگی به به‌طور کامل تکمیل می‌شود. []
سهروردی عقل را دارای انواع مختلف می‌داند،
- عقل روباه
- عقل کاسب
- عقل سیاسی
- عقل عالم
- عقل سرخ

انواع عقل از نگاه فارابی عبارت است از:
- عقل عامه
- عقل بالقوه
- عقل بالفعل
- عقل بالمستفاد
- عقل فعال

انواع عقل از دیدگاه غزالی:
- عقل عامه
- عقل متکلمان
- عقل فلاسفه

انواع عقل از دیدگاه کانت
کانت عقل را از دو نوع عقل نظری و عقل عملی می‌داند.
- عقل نظری
- عقل عملی

عُرَفا نظرات دیگری دربارهٔ تقسیم‌بندی عقل دارند.

### عقل در عرفان

#### انواع عقل از نگاهصوفیه
مولوی در مثنوی معنوی عقل را به قرص آفتاب، چراغ، سیاره زهره یا کمتر از آن و نیز ستاره تشبیه کرده‌است.
او انسان‌ها را به چهار گروه رده‌بندی کرده است: عوام، دانشمندان و روشنفکران و صوفیان.
عوام کسانی هستند که نفس بر آن‌ها حکومت می‌کند و جز در مواقع استثنائی معمولاً نفس آنان بر عقلشان حاکم است.
زندگی دانشمندان و روشنفکران متکی به چراغ عقل است و نفس آنان خواسته‌های خود را با چراغ خِرَد ارضا می‌کند. امّا گاهی نفس بدون توجه به خِرَد هوی و هوس خود را جامهٔ عمل می‌پوشاند و به اصطلاح آبروی آنان را می‌برد.
معنای دیگر عقل بند بر پای بستن است و در عربی عِقال به معنای ریسمانی است که بدان زانوی شتر را می‌بندند. می‌توان گفت عقل برای شتر مست که همان هوی و هوس انسان است زانو بندی به‌شمار می‌رود که نمی‌گذارد هرچه نفس بخواهد انجام دهد اما گاهی این شتر مست زانوبند خود را پاره می‌کند و فجایعی ببار می‌آورد که کم و بیش شاهد آن بوده و هستیم.
در این طبقه‌بندی صوفیان جایگاه خاص خودشان را دارند زیرا عقل فرمانبری صادق برای عشق است. درست است که در بدایات سلوک ممکن است که نفس به کمک عقل صوفی عاشق را گمراه سازد اما در انتها که لشکر عشق تمایلات نفسانی را شکست می‌دهد عقل بنده‌ای مفتون و خدمتگزاری صادق برای صوفی است.
همچنین در مثنوی معنوی دفتر سوم آمده:
"عقل اول راند بر عقل دوم -
ماهی از سر گنده گردد نی ز دم"
که اشاره بر عقول مختلف در مراتب خلقت دارد.

## عقل عملی و نظری
در تمییز میان شاخه‌های فلسفه بدین معنا که فلسفه مستقیماً در صدد رسیدن به حقیقت است، نخستین و مهم‌ترین تمایزی که ترسیم می‌گردد، تمایز میان علم تفکری یا نظری و علم عملی است.
نظری و عملی در فلسفه گاهی تقسیمی برای عقل است و گاهی این تقسیم ناظر به حکمت به کار گرفته شده‌است. پس عملی-نظری گاهی تقسیمی است برای معرفت‌ها و گاهی تقسیمی است برای نیرو و قوه‌ای که معرفت وابسته به آن است.
هنگامی که نظری و عملی بودن را دربارهٔ دانش و معرفت به کار می‌بریم به آن حکمت عملی و نظری می‌گوییم و اگر دربارهٔ قوه و نیرویی که منشأ این دانش است و عامل درک‌کننده معرفت‌هاست سخن بگوییم در این صورت می‌گوییم عقل عملی و عقل نظری.

### مثالی برای فهم بیشتر عقل نظری و عقل عملی
غلامحسین ابراهیمی دینانی یکی از فیلسوفان معاصر در برنامه معرفت، پیرامون عقل نظری و عملی مثالی می‌زند، او می‌گوید:
بدن انسان دارای اعضا و جوارح است. چشم و گوش و بینی و دست و پا و دهان و… اعضای بدن انسان هستند. موضع چشم کجاست و موضع پا کجاست؟ هر دوی چشم و پا مهم هستند، چون اگر کسی پا نداشته باشد، مشکل دارد و اگر چشم هم نداشته باشد، مشکل دارد. اما چشم با این اندازه کوچکی که دارد نسبت به پا که دراز و بزرگ‌تر از چشم است، موقعیت اش چگونه است؟ آیا موقعیت و اهمیت چشم بیشتر است یا اهمیت پا؟ اهمیت چشم در این مثال بیشتر است. اهمیت فیزیولوژیکی چشم از پا بیشتر است. البته چشم با همه اعضای بدن رابطه دارد اما از اهمیت بیشتری برخوردار است. نظر، همانند چشم است و عمل همانند پا در این مثال ما است.

## مقاله انتقادی عقل
اهامان، هاردر، کانت، کییرکگارد، نیتزشه، هایدگر، فوکالت، روتی، و بسیاری از فیلسوفان در مناظره ای که در مورد معنی اصلی واژه reason شرکت کردند. برخی مانند کییرکگارد، نیتزشه و روتی در مورد معنی واژه در حالت فاعلی و حتی در مواردی در دیگر حالات نیز مردد بودند. دیگر فیلسوفان همانند هگل اهمیت چند فاعلی بودن را مبهم می‌دانند و در تلاش برای نوسازی کلمه عقل بودند.
برخی متفکران مانند میشل فوکو، معتقد بودند که باید زندگی مدرن را نادیده گرفت و درک خود را از عقل و چیزی که به آن زندگی می‌گوییم را بر اساس عقل بیان کنیم.

## روش‌های درک منطقی و استدلال

### استدلال استقرایی
زیر شاخه ای از فلسفه منطق می‌باشد. منطق مطالعه روی ادراک و عقل می‌باشد. قیاس کردن شکلی از درک کردن است که لزوماً منجر بر اساس فرایض به وجود می‌آید. همچنین قیاس نتیجه ای است که توسط پروسهٔ مقایسه کردن نتیجه‌گیری می‌شود. یک مثال از مقایسه عقلانی در قیاس منطقی به چشم می‌خورد که در زیر به آن اشاره می‌کنیم.
- فرضیه ۱: همه انسان‌ها فناپذیر هستند.
- فرضیه ۲: سقراط یک انسان است.
- نتیجه‌گیری: سقراط فناپدیر است.

در این مبحث استدلال موجود است، زیرا فرضیه یک و دو اثبات شده هستند بنابراین تحت هیچ شرایطی نمی‌تواند نتیجه‌گیری اشتباه باشد.

### استدلال استنتاجی
استنتاج گونه ای از قیاس کردن می‌باشد که در مورد چیزها و اشیای نامعلوم و مشاهده نشده یا طبق شواهد قبلی است. این برای نسبت دادن ویژکی‌ها و ارتباطات بر اساس مشاهدات یا تجربیات قبلی می‌باشد. یا شرح دادن فرمول یا قانون بر پایه الگوهای محدود مشاهده شده برای بازسازی الگوهای پدیده ای است.

## در جهان اسلام
اهل حدیث از مذهب اهل سنت و اخباریون از مذهب شیعه با به‌کارگیری عقل مخالفند. اما در در مذهب شیعه اثنی عشری در علم اصول فقه عقل به عنوان یکی دیگر از ادلّه استنباط احکام‌شرعی و قوانین حقوقی علاوه بر قرآن و سنت و اجماع پذیرفته شده‌است.
البته بنا بر نظر برخی از روحانیون متاخر شیعی استفاده از عقل به عنوان منبع احکام شرعی عملاً در هیچ موردی اتفاق نیافتاده است. اما در علم کلام متکلمین هر دو نحله شیعه و سنی نقش عقل در اثبات اصول عقائد را پذیرفته‌اند و آن را به کار بسته‌اند. در احادیث منسوب به امامان شیعه امامی عقل حجت باطنی خدا بر انسان‌ها دانسته شده‌است.
کتاب کافی با روایات باب عقل و جهل آغاز می‌شود که در آن ۳۴ حدیث در مورد ارزش و امتیاز عقل بیان شده‌است. در حدیثی منسوب به جعفر صادق گفته شده‌است: «هیچ ثروتی پربرکت تر از عقل نیست.»
در قرآن ۴۹ بار از مشتقات ماده «عقل» در قالب‌هایی چون یعقلون، تعقلون، نعقل و مانند آن استفاده شده. اینکه در قرآن همه جا به شکل فعل به کار رفته به این جهت است تا این معنا را به خواننده منتقل کند که عقل، زمانی ارزش دارد که عاقل از عقل خود بهره گیرد، در حالی که عقل به خودی خود نه مذموم است نه فضیلت.